# Карповский сельский округ (Московская область)
Карповский сельский округ — упразднённая административно-территориальная единица, существовавшая на территории Раменского района Московской области в 1994—2002 годах.
Карповский сельсовет был образован в первые годы советской власти. По данным 1919 года он входил в состав Карповской волости Богородского уезда Московской губернии.
В 1925 году Карповский и Антоновский с/с были объединены в Карпово-Антоновский с/с, который в 1926 году был переименован в Карповский, но уже в 1927 вновь стал Карпово-Антоновским.
В 1926 году Карповский с/с включал село Карпово, деревню Антоново, а также лесную сторожку.
В 1929 году Карповский с/с был отнесён к Раменскому району Московского округа Московской области.
20 июня 1936 года к Карповскому с/с был присоединён Вороновский с/с (селения Вороново, Мещеры и Шевлягино).
25 января 1952 года к Карповскому с/с был присоединён Арининский с/с.
3 июня 1959 года Раменский район был упразднён и Карповский с/с вошёл в Люберецкий район.
28 июля 1960 года Карповский с/с был передан в восстановленный Раменский район.
1 февраля 1963 года Раменский район был вновь упразднён и Карповский с/с вошёл в Люберецкий сельский район. 11 января 1965 года Карповский с/с был возвращён в восстановленный Раменский район.
3 февраля 1994 года Карповский с/с был преобразован в Карповский сельский округ.
27 декабря 2002 года Карповский с/о был упразднён, а его территория включена в Новохаритоновский сельский округ.